# Ein nützlich Bergbüchlin

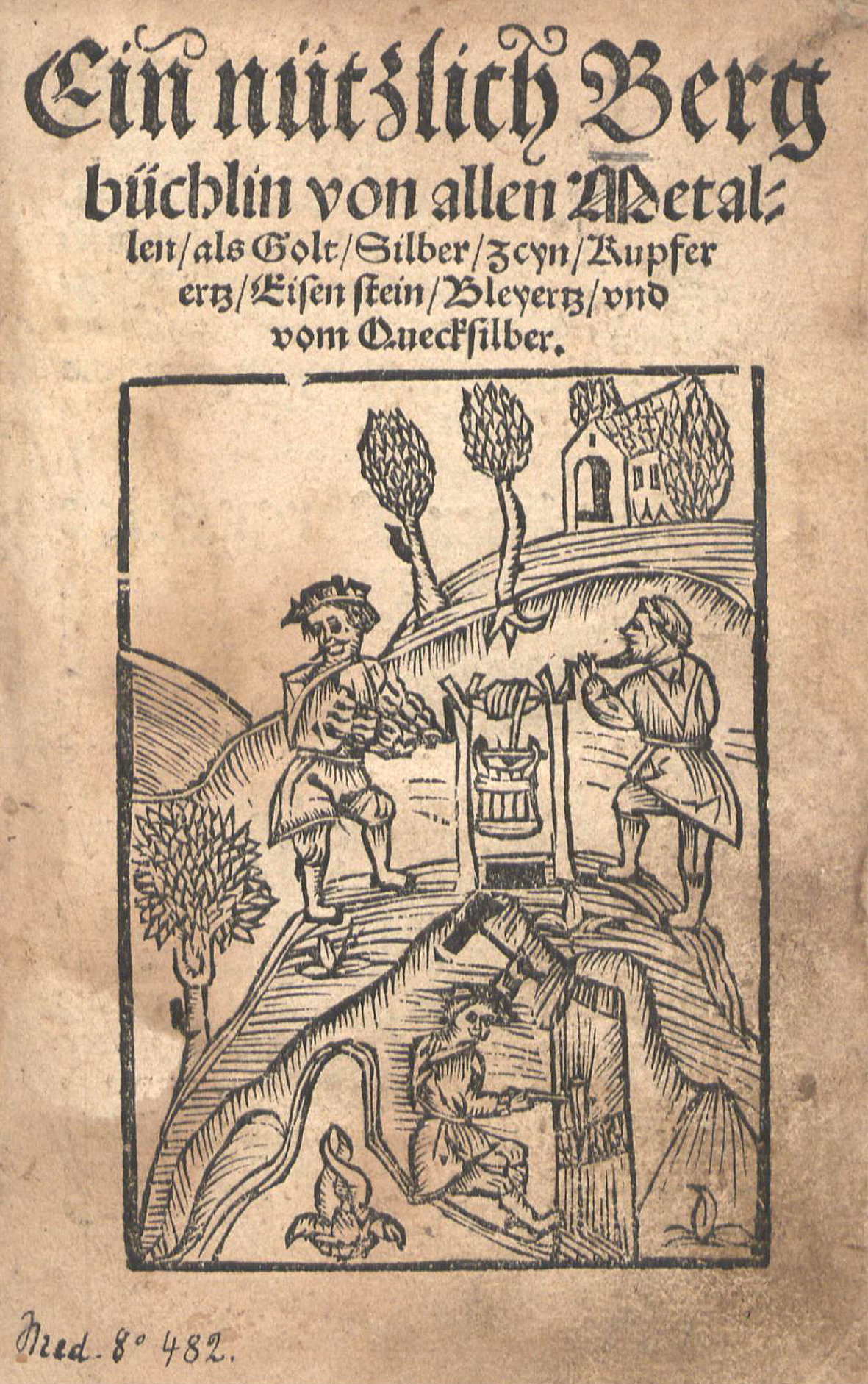
Titelseite der Ausgabe von 1527

Das Buch Ein nützlich Bergbüchlin (auch Ein nützlich Bergbüchlein) ist eines der ersten wissenschaftlichen und das erste deutschsprachige Werk über das Montanwesen. Es erschien erstmals um 1500 ohne Angabe eines Autors und Verlages. Die Sprache des Buchs ist deutsch (ostmitteldeutsch, obersächsisch).
In seinem Hauptwerk De re metallica verweist Georgius Agricola auf das Bergbüchlin, dem er Inhalt und Form zahlreicher Abschnitte seines Werkes angelehnt hatte, und nennt Calbus Freibergius als dessen Autor, wobei es sich um Ulrich Rülein von Calw (Ulrich von Kalbe) handelt. Das Buch gibt den Wissensstand des Spätmittelalters wieder, sowohl über die Bildung der Erze als auch über Lagerung und Ausbeutung von Lagerstätten. Es umfasst 46 Textseiten und 11 Holzschnitte. Als literarische Form wird ein Dialog benutzt: der Experte Daniel beantwortet die Fragen eines jungen Knappen.
Von der ersten Auflage („Edition A“) existieren heute nur noch drei Exemplare. Allerdings wurde das Buch im 16. Jahrhundert und danach mehrfach neu gedruckt.

## Gliederung
Das Buch ist in zehn Kapitel gegliedert:
- Eyn Collation von Berggeschicken
- Das erste Capitel oder der erste Teil ist von gemeinem Ursprung der Ertz
- Das ander Capitel oder Teyl ist von gemeiner Geschicklichkeit der Gepirg
- Das dritte Kapitel oder Teyl ist von dem Streichen und ausgehend der genge und klüffte
- Das .iiii. Capitel ist von dem Silberertz und seynen gengen
- Das funffte Capitel oder teyl ist von dem Goldertz
- Das .vi. cap ist von dem zeynertz[6]
- Das .vii. cap ist von dem Kupferertz
- Das achte Capitel ist von den Eysen stein
- Das .ix. Capitel ist von dem Pleyertz
- Das .x. Kapitel ist von dem gemeinen Quecksilber

## Inhalt

### Genese von Erzen
Die Wissenschaft des Mittelalters war stark von Astrologie und Alchemie beeinflusst. So begründet das Bergbüchlin die Genese der Erze mit Ereignissen am Firmament. Die sieben klassischen Metalle Gold, Silber, Kupfer, Eisen, Quecksilber, Zinn und Blei werden dabei den fünf Planeten plus Sonne und Mond zugeordnet. Als achtes Metall wird im vierten Kapitel wißmad ärcz als Begleiter von Silbererz genannt. Hierbei handelt es sich wohl um die älteste Erwähnung des Minerals Wismut.

### Erzgänge
Das Bergbüchlin beschreibt das Vorkommen von Erzen in Gängen. Es unterschied sich damit deutlich von den Ansichten mittelalterlicher Scholastiker. Diese meinten, dass die Natur zu kompliziert sei und tatsächliche Beobachtungen nicht möglich seien.